# Ärtan och bönan
Ärtan och bönan är ett populärt strövområde och naturreservat i Höganäs kommun. Det kulliga naturområdet täcker 9 hektar och består av blandlövskog (framför allt björk men även ek, bok och alm), buskmark och öppna gräsytor. Några fuktiga partier har lämnats till fri utveckling. Området har ett rikt fågelliv.
Det finns rastplats med bänkar och bord samt grillplats inne i området. På området finns även rester från stenkolsbrytning.
Namnet uppstod på den tid när det grävdes många kolgruvor i Höganäs. Schakt nummer 18 byggdes i detta område och på gammal  höganäsiska uttalades detta "arrtan" (ärtan). När så schakt nummer 19 byggdes strax bredvid fixade folkhumorn resten och kallade följaktligen schaktet för bönan. Än i idag kallas de återstående bunkarna i området för Ärtan och Bönan.

## Galleri

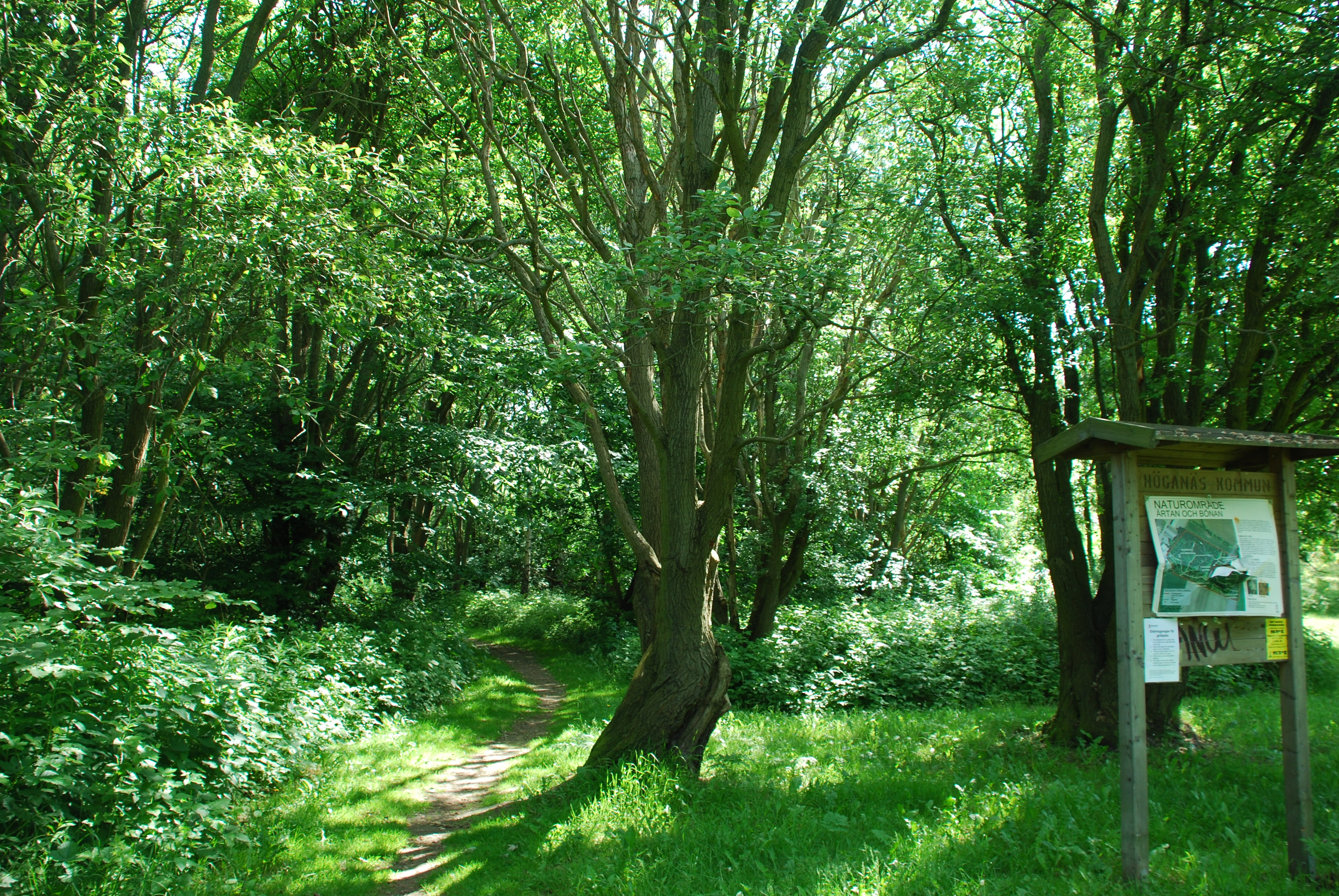
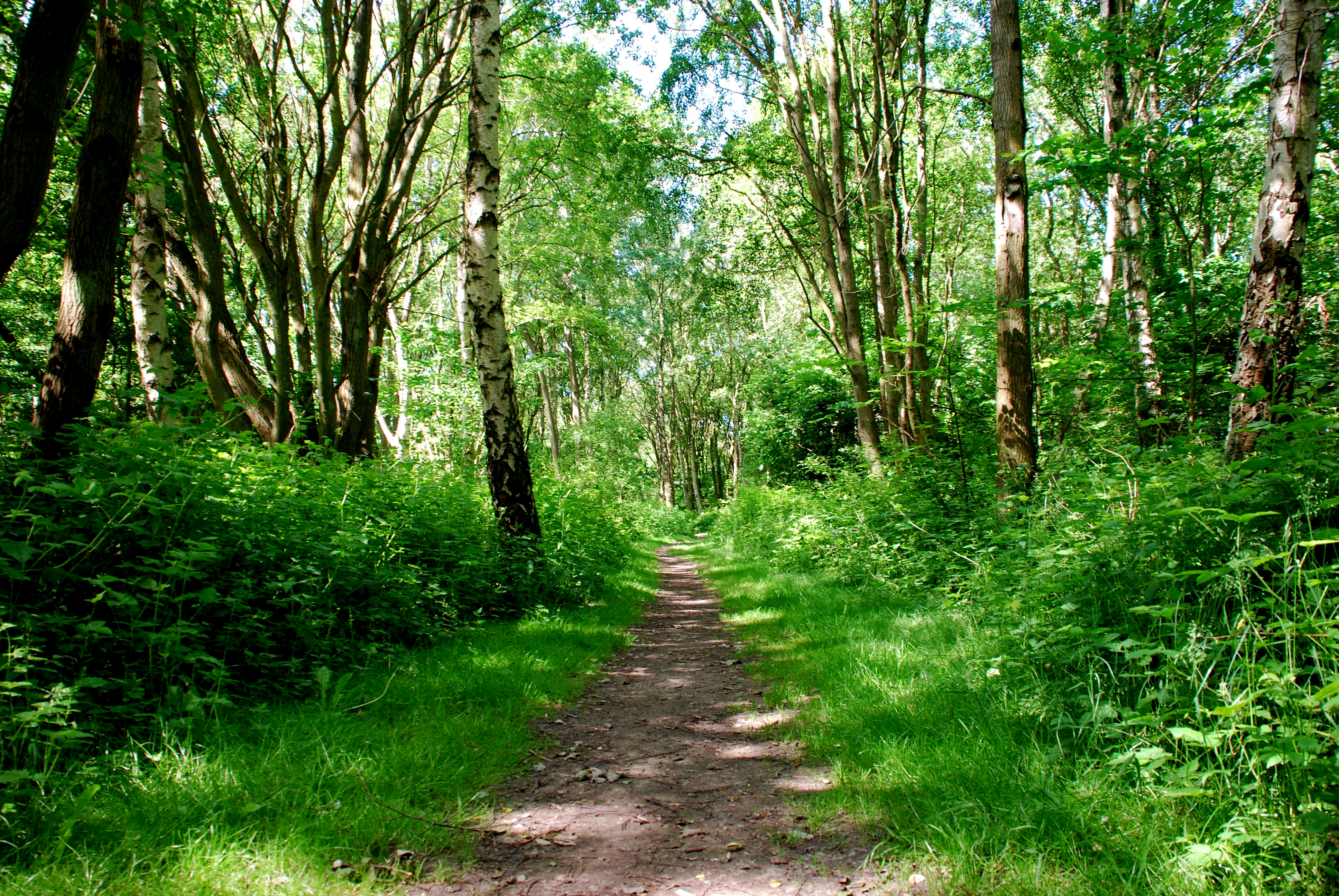
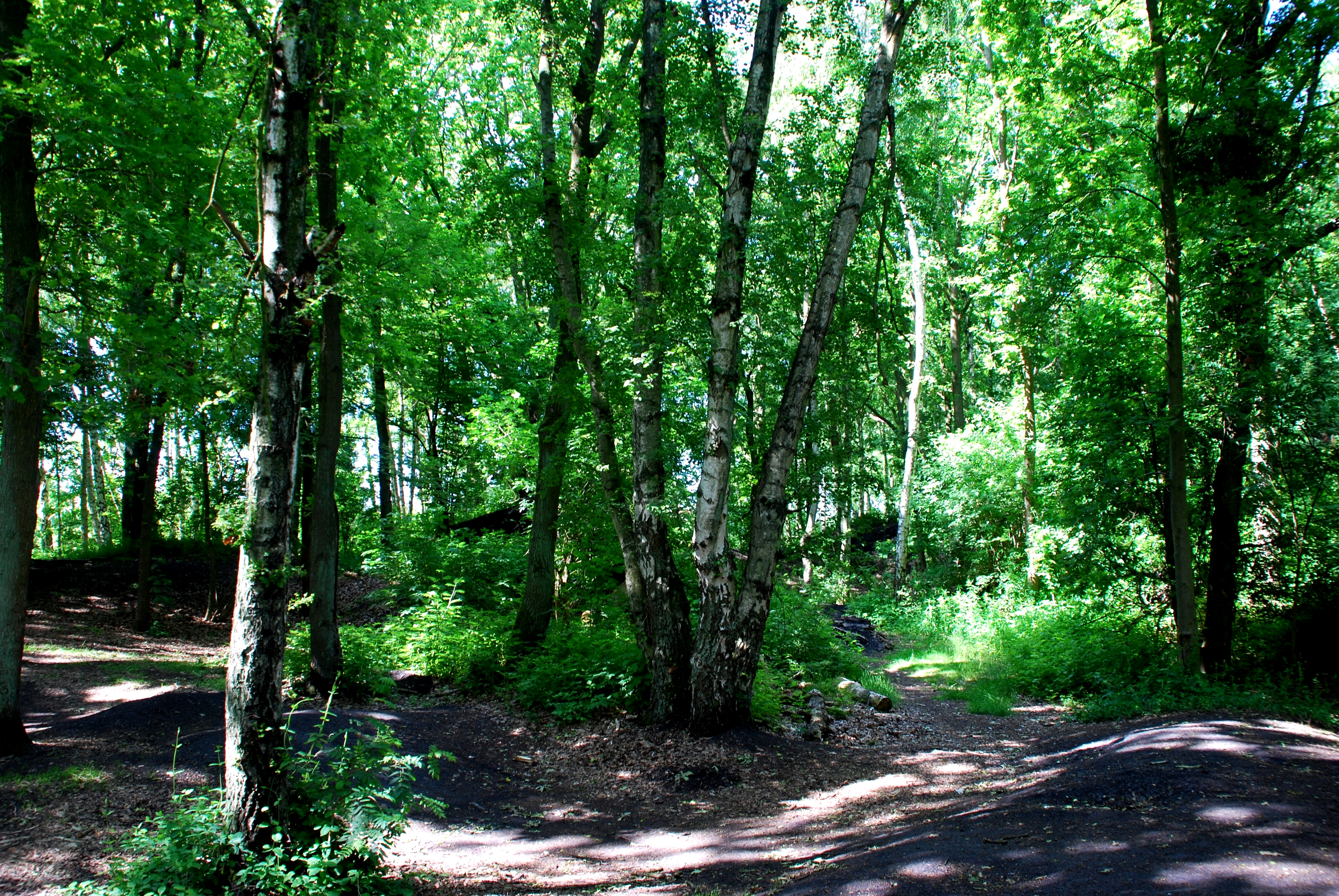
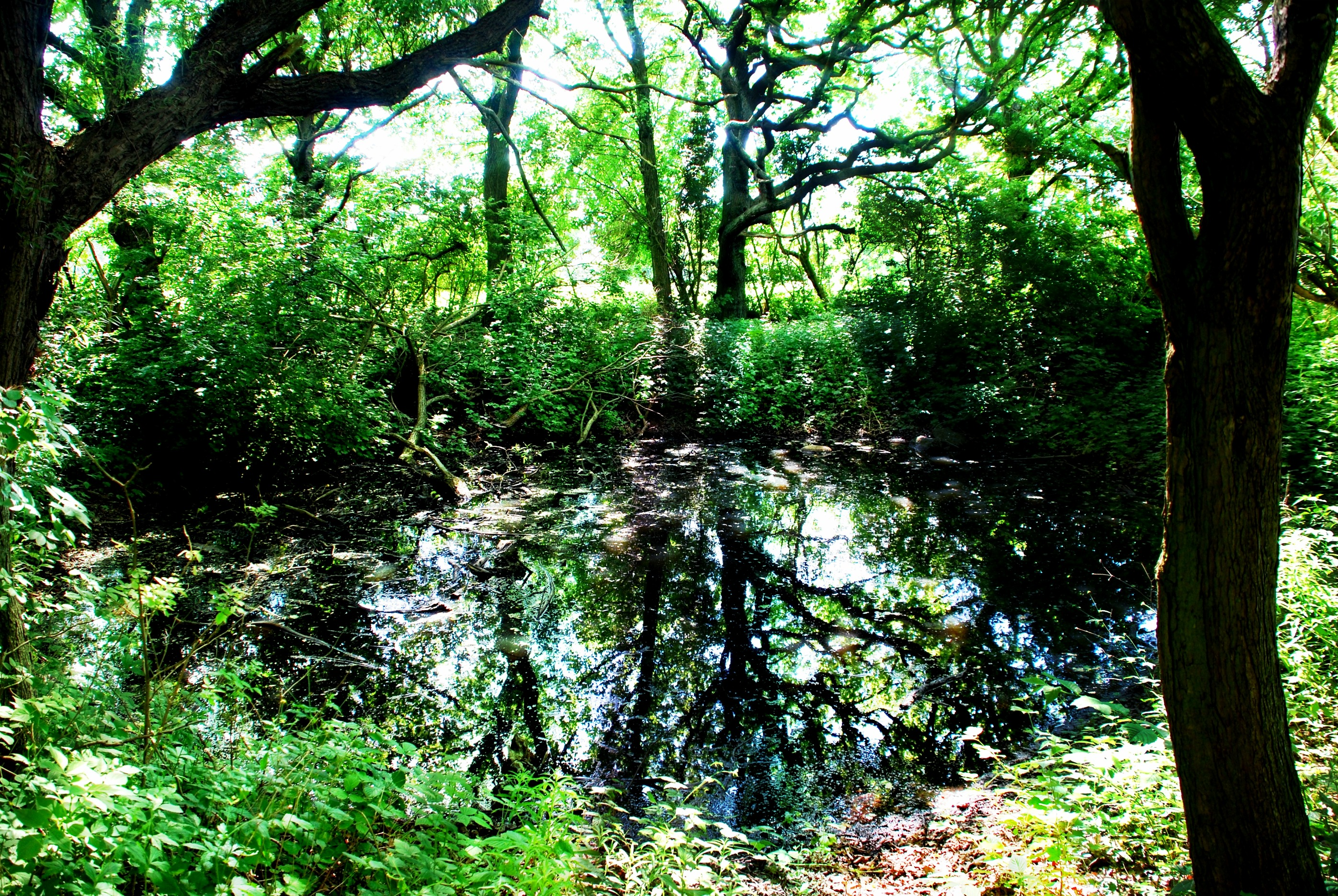

Bilder från området